# پیام‌رسان بلک‌بری
پیام‌رسان بلک‌بری (به انگلیسی: BlackBerry Messenger) (مخفف: BBM) یک نرم‌افزار مالکیتی پیام‌رسانی فوری و یک برنامه تلفن تصویری است. با پیام‌رسان بلک‌بری می‌توان با کاربران اندروید، سیستم‌عامل بلک‌بری، آی‌اواس و ویندوز فون تماس صوتی گرفت یا پیام فرستاد. کاربران در بلک‌بری ۱۰ می‌توانند از تماس ویدئویی نیز استفاده کنند. این برنامه بدست شرکت بلک‌بری لیمیتد توسعه یافته‌است. پیام‌های این نرم‌افزار با اینترنت فرستاده می‌شوند. تا پایان ۲۰۱۳ تنها با دستگاه‌های بلک‌بری پیام‌رسانی ممکن بود و پس از آن برای اندروید و آی‌اواس نیز منتشر شد. بی‌بی‌ام ۹۱ میلیون کاربر در جهان دارد.

## ویژگی‌ها
- فرستادن و دریافتن پیام‌ها با طول نامحدود
- فرستادن فایل‌های آوایی
- تغییر نگاره نمایه و وضعیت
- نمایش زمان تحویل داده، خوانده شدن و نوشته شدن
- به اشتراک‌گذاری نگاره‌ها و ویدیوها با چندین مخاطب در یک زمان
- افزودن مخاطب با اسکن کد و فناوری ان‌اف‌سی
- فرستادن پرونده‌هایی مانند اسناد، نگاره‌ها، موسیقی و ویدیوها تا ۱۶مگابایت
- ساختن و پیوستن به گروه‌ها
- اشتراک‌گذاری جایگاه
- ساختن، پسندیدن (لایک کردن) و دیدگاه (کامنت) گذاشتن در شبکه‌های پیام‌رسان بلک‌بری
- تماس رایگان با کاربران بلک‌بری از راه وای فای